# HD 198345
HD 198345，又名BD+47 3188，SAO 50073、HR 7969，是一颗恒星，视星等为5.57，位于銀經86.97，銀緯2.72，其B1900.0坐标为赤經20h 44m 31.7s，赤緯+47° 2.72′ 47″。